# Crimen sollicitationis

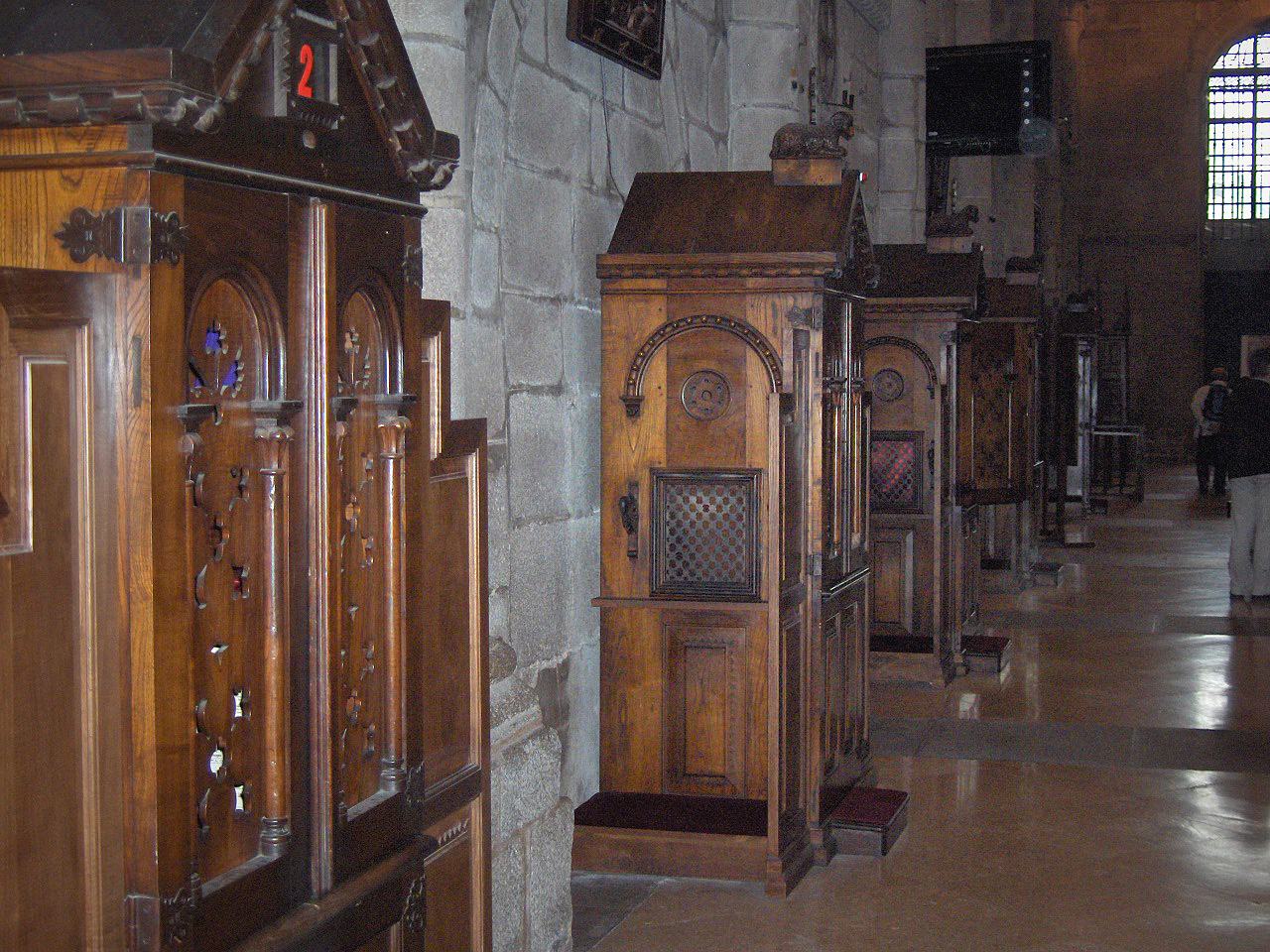
I crimina sollicitationis sono commessi durante la confessione, appena prima o dopo tale sacramento, o nel simulare l'intento di ascoltare una confessione (n.1)

Crimen sollicitationis (in latino crimine di "provocazione" o "adescamento") è un documento riservato che stabiliva la procedura da seguire secondo il diritto canonico nelle cause di sollicitatio ad turpia, cioè quando un chierico (presbitero o vescovo) veniva accusato di usare il sacramento della confessione per fare avances sessuali ai/alle penitenti.
Il documento, redatto dal cardinal Alfredo Ottaviani e approvato da papa Giovanni XXIII, venne emesso nel 1962 (la prima edizione, voluta da Pio XI, risale però al 1922) dal Sant'Uffizio (ora Dicastero per la dottrina della fede), diretto «a tutti i patriarchi, arcivescovi, vescovi e altri ordinari del luogo, anche di rito orientale».
In seguito alla promulgazione dei nuovi Codice di diritto canonico (1983) e Codice dei canoni delle Chiese orientali (1990), l'istruzione Crimen sollecitationis è stata parzialmente riveduta nel 2001 dalla Congregazione per la dottrina della fede, con la lettera De delictis gravioribus.

## Contesto canonico
Il documento si riferisce alla pratica della sollicitatio ad turpia (latino, «sollecitazione a cose turpi»), così presentata codice di diritto canonico del 1917, in vigore quando fu promulgato il Crimen sollicitationis:
(Can. 904)
(Can. 2368. §. 1)
Invece il nuovo Codice di Diritto Canonico (1983) si esprime in questi termini:

## Schema
Lo schema del documento è il seguente
- Preliminari (nn. 1-14)
- Titolo Primo: Della prima notizia del crimine (nn. 15-28)
- Titolo Secondo: Del processo (nn. 29-60)
  - Cap. I: Delle indagini (nn. 29-41)
  - Cap. II: Delle disposizioni canoniche e dell'ammonizione del delinquente (nn. 42-46)
  - Cap. III: Della citazione del reo (nn. 47-54)
  - Cap. IV: Della discussione della causa, della sentenza definitiva, e dell'appello (nn. 55-60)
- Titolo Terzo: Delle pene (nn. 61-65)
- Titolo Quarto: Delle comunicazioni ufficiali (nn. 66-70)
- Titolo Quinto: Del crimine pessimo (nn. 71-74)
- Approvazione del papa in data 16 marzo 1962
- Appendici: Formula del giuramento, formula di abiura, formula di assoluzione, formula di delega per ricevere una denuncia, in generale e nel caso specifico della solicitatio, formula per delegare a compiere le indagini, modo di svolgere le indagini, modo di esaminare in generale, ecc.

## Contenuto
Il documento è di per sé destinato a regolare lo svolgimento dei processi canonici nel caso di sollicitatio ad turpia; esso stabilisce le procedure da seguire in tutte le fasi del procedimento, iniziando dalla maniera di ricevere la denuncia, disciplinando le modalità di svolgimento delle indagini, la maniera di citare il presunto colpevole, di emettere la sentenza, di fare ricorso.
In particolare, l'esito delle indagini può essere diverso:
- nel caso che il fatto appaia senza alcun fondamento, ciò viene dichiarato nell'atto e si distruggono i documenti accusatori;
- nel caso gli indizi siano vaghi e indeterminati il caso viene archiviato, nell'evenienza che emergano nuovi elementi probatori;
- nel caso che ci siano indizi certi del fatto, ma ancora non sufficienti per istituire l'azione accusatoria, si procede all'ammonizione dell'imputato e si conservano gli atti nell'eventualità di sviluppi futuri;
- nel caso che gli indizi siano sufficienti, l'imputato viene citato in giudizio e si celebra il processo canonico.

Il titolo terzo del documento stabilisce le possibili pene da comminare al colpevole: sospensione a divinis e – secondo la gravità – dichiarazione di inabilità al ministero ecclesiastico, privazione di tutti i benefici, dignità, voce attiva e passiva, e inabilità agli stessi, dimissione dallo stato clericale nei casi più gravi. Si tratta quindi di una pena che per sua natura diventa pubblica nel momento in cui viene eseguita, anche se il procedimento ecclesiastico è portato avanti in tutta segretezza.
Sempre nel titolo terzo vengono indicate nello specifico anche le circostanze aggravanti: il numero e la condizione delle persone provocate, specialmente se minorenni e consacrati a Dio con i voti religiosi; la forma della provocazione, specialmente se unita a insegnamento falso o a falso misticismo; la turpitudine degli atti commessi; il carattere diuturno delle conversazioni disoneste; la reiterazione; la recidività dopo l'ammonizione; la speciale malizia del provocante.
L'ultimo titolo del documento stabilisce che le stesse norme e la stessa procedura è da seguire anche nel caso del crimen pessimum (il «crimine peggiore»), ossia i «fatti esterni osceni gravemente peccaminosi commessi o anche solo pianificati da un chierico in qualunque maniera con una persona del proprio sesso» (n. 71). Si equiparano al crimen pessimum anche gli atti dello stesso tipo compiuti con bambini (di entrambi i sessi) o animali (n. 73). Si stabilisce anche cosa fare nel caso dei "religiosi esenti".

## Il carattere di segretezza
(Crimen sollicitationis, § 11)
(Crimen sollicitationis, § 23)
Il documento impone un vincolo assoluto di segretezza sia per le cause trattate che per il documento stesso, sia durante il procedimento che successivamente alla decisione ed esecuzione della sentenza (§11), includendo i fatti denunciati (§23). Il giuramento di silenzio perpetuo su ogni cosa avvenuta durante le fasi del processo è obbligatorio per tutti gli intervenuti nel procedimento canonico: gli imputati ma anche le vittime dei crimini contestati e gli eventuali testimoni (§13). Per i membri del tribunale il testo del giuramento è fissato nella Formula A.
(Crimen sollicitationis, Formula A – Formula di giuramento di svolgere il proprio dovere [di testimone, consulente, ecc. NdT] fedelmente e di mantenere il segreto del Sant'Uffizio)
Il segreto non può essere violato in alcun modo dai membri del tribunale, «né direttamente né indirettamente», «nemmeno per un bene maggiore o per causa urgente e grave», «salvo dispensa esplicita del sommo pontefice», sotto pena di scomunica latae sententiae. L'accusato, che viola il segreto con persona diversa dal suo difensore, è semplicemente sospeso a divinis, gli accusatori sono invece soggetti a scomunica (§23). Per i testimoni, invece, non è prevista alcuna pena, a meno che gliene sia esplicitamente minacciata una nel corso dell'accusa, della deposizione o dell'escussione (§13).
L'interpretazione di questo punto è controversa:
- i detrattori del documento sostengono che il vincolo di segretezza fosse stato imposto al fine di occultare eventuali scandali;
- secondo l'interpretazione della Chiesa, invece, la segretezza sulle fasi del processo sarebbe necessaria per tutelare le parti (imputato, vittima e testimoni).

(John L. Allen Jr)
Va sottolineato inoltre che l'obbligo alla segretezza previsto dal Crimen sollicitationis per gli officianti del processo nei vari ruoli riguarda solo i fatti di cui si è venuti a conoscenza durante il processo canonico (la cui conseguenza estrema alla violazione è la scomunica) e che ciò non impedisce ad alcuno di denunciare alle autorità civili i casi di pedofilia di cui si era già a conoscenza. Inoltre, dato che il documento era riservato, difficilmente esso avrebbe potuto influenzare le azioni dei funzionari della Chiesa, eccetto quelle di coloro che erano a conoscenza della sua esistenza.
Tale segretezza è invece obbligata al denunciante, pena la scomunica. Inoltre dato che la giurisdizione dell'indagine interna è assunta dal vaticano, questo rende inaccessibili alla giustizia le documentazioni, dato che vanno per tanto richieste tramite rogatoria internazionale che può quindi essere rifiutata, come è avvenuto ad esempio nel caso di don Inzoli, detto "don mercedes", successivamente condannato in via definitiva per un ristretto numero di casi e sospettato di oltre 100 abusi; il caso diede particolare scandalo per via del fatto che lo stesso Inzoli riveló che il vaticano aveva della documentazione sul suo caso nel corso di una trasmissione radio.
Ritenendo che la Chiesa abbia preferito gestire tali situazioni senza coinvolgere le autorità civili e restando esclusivamente nell'ambito del diritto canonico, la Corte distrettuale di Harris County (Texas) ha indagato e nel gennaio 2005 imputato per "ostruzione alla giustizia" Joseph Ratzinger, per sospetta copertura dei casi di abusi da parte di preti negli Stati Uniti. Tale imputazione è tuttora in vigore, ma Ratzinger non può essere processato poiché è stata accolta dal presidente Bush la sua formale richiesta di immunità in quanto "Capo di Stato in carica".
Indipendentemente da questo documento, alcuni membri della Chiesa cattolica sostengono che un Vescovo non possa essere obbligato a denunciare penalmente un sacerdote che gli ha confidato, al di fuori del segreto confessionale, di aver commesso il delitto di pedofilia, in virtù di un più ampio "segreto professionale", come viene riferito da Mons. Tarcisio Bertone in un'intervista al mensile cattolico 30 Giorni a pochi mesi dall'emanazione della lettera De delictis gravioribus (cfr. sezione seguente), di cui era cofirmatario:
(Gianni Cardinale)

## Il "caso"Crimen sollicitationis
L'istruzione Crimen sollicitationis venne menzionata nel 2001 nella lettera De delictis gravioribus, che individua «i delitti più gravi sia contro la morale sia nella celebrazione dei sacramenti», rivedendo il Crimen sollicitationis alla luce delle recenti riforme dei codici di diritto canonico. La lettera, firmata dall'allora Prefetto della Congregazione per la dottrina della fede, cardinale Joseph Ratzinger, e dall'allora segretario della Congregazione, cardinale Tarcisio Bertone, era rivolta «ai vescovi di tutta la Chiesa cattolica e agli altri ordinari e gerarchi interessati». Nella lettera si legge testualmente:
(De delictis gravioribus. Lettera inviata dalla Congregazione per la dottrina della fede ai vescovi di tutta la Chiesa cattolica e agli altri ordinari e gerarchi interessati, 18 maggio 2001.)
L'istruzione è stata citata e fortemente criticata nel documentario Sex crimes and the Vatican trasmesso il 29 settembre 2006 dal network inglese BBC, la cui trasmissione in Italia suscitò molte polemiche e la cui tesi di fondo, contestata in ambito cattolico, è che vi sia stata omertà da parte della Chiesa cattolica rispetto agli abusi sessuali perpetrati da presbiteri e chierici ai danni di minori.